# Eileen Way
Eileen Way (Surrey, 2 settembre 1911 – Canterbury, 16 giugno 1994) è stata un'attrice inglese.
Iniziò la sua carriera alla fine degli anni trenta e interpretò circa 100 ruoli, tra cui nel film I vichinghi (1958) con Janet Leigh e Kirk Douglas.
Morì nel 1994, a 82 anni.

## Filmografia parziale

### Cinema
- Operazione commandos (They Who Dare), regia di Lewis Milestone (1954)
- I vichinghi (The Vikings), regia di Richard Fleischer (1958)
- Il ragazzo rapito (Kidnapped), regia di Robert Stevenson (1960)
- Daleks il futuro tra un milione di anni (Daleks' Invasion Earth 2150 A.D.), regia di Gordon Flemyng (1966)
- Arrivederci, Baby! (Drop Dead Darling), regia di Ken Hughes (1966)
- La mafia lo chiamava il Santo ma era un castigo di Dio (Vendetta for the Saint), regia di Jim O'Connolly (1969)
- Sfinge (Sphinx), regia di Franklin J. Schaffner (1981)
- Facoltà di medicina (Bad Medicine), regia di Harvey Miller (1985)

### Televisione
- General Electric Theater – serie TV, episodio 6x15 (1958)